# كلية الطب البيطري بجامعة ميسوري
كلية الطب البيطري بجامعة ميسوري (بالإنجليزية: University of Missouri College of Veterinary Medicine)‏ هي كلية الطب البيطري في كولومبيا، ميسوري . وهي واحدة من 30 كلية بيطرية فقط في الولايات المتحدة معتمدة من قبل الجمعية الطبية البيطرية الأمريكية والحيدة في ميزوري. في عام 2019 ، صنفت مجلة يو إس نيوز آند وورد ريبورت المدرسة رقم 19 كأفضل مدرسة بيطرية في الولايات المتحدة. 

## مركز الصحة البيطرية
يضم مركز جامعة ميسوري االبيطري للصحة غرفة طوارئ على مدار 24 ساعة، ومستشفى حيوانات صغيرة، ومستشفى للخيول، ومستشفى طعام الحيوان، ومختبر تشخيص طبي. هناك أيضًا مركز طوارئ في مدينة كانساس سيتي، وعيادة في ونتزفيل.  تم الإعلان عن شراكة مع جمعية جمعية مقاطعة أدير الإنسانية في عام 2019. 

## روابط خارجية
- موقع رسمي